# Google先進科技與計劃部門
谷歌先進科技與計劃部門（Advanced Technology and Projects，簡稱ATAP）是一個谷歌公司內部的一個部門。原隸屬於摩托罗拉旗下，在摩托罗拉時期對Moto X的開發計畫有重要貢獻。
在摩托罗拉出售予聯想後成为谷歌旗下部门。目前主要主持的專案有Project Tango、Project Ara、Project Jacquard、Project Soli、Project Vault。